# Araschnia vetula
Araschnia vetula är en fjärilsart som beskrevs av Gustav Heinrich Heydenreich 1859. Araschnia vetula ingår i släktet Araschnia och familjen praktfjärilar. Inga underarter finns listade i Catalogue of Life.